# 1980 en sports équestres
Chronologie des sports équestres
- 1979 en sports équestres - 1980 en sports équestres - 1981 en sports équestres

Cet article présente les faits marquants de l'année 1980 en sports équestres.

## Événements

### Avril
- avril 1980 : la finale de la coupe du monde de saut d'obstacles 1979-1980 est remportée par Conrad Homfeld et Balbuco[1].

### Juillet
- 25 juillet 1980 au 1er août 1980 : épreuves d'équitation aux jeux olympiques à Moscou (Russie)[2].